# Sudołek
Sudołek – wieś w Polsce położona w województwie małopolskim, w powiecie proszowickim, w gminie Pałecznica. Pierwsze gospodarstwa powstały na przełomie XIX i XX wieku po rozsprzedaniu Dworu Sudołek, przez Koszuckich. Osadnicy przybywali z różnych okolic.
W latach 1975–1998 miejscowość administracyjnie należała do województwa kieleckiego.

Integralne części miejscowości: Błociska, Odole.